# 我不是空笑夢
我不是空笑夢，是2020年發行的台灣歌手黃鴻升首支台語歌曲，KID講到要幫小鬼生前創作曲《我不是空笑夢》拍MV，在2020年10月6日【黃鴻升地球上最浪漫的演唱會】邀約吳宗憲要來客串，沒想到吳宗憲一口答應，結果KID突然淚崩到一度無法言語，吳宗憲也連忙拍拍他肩膀安撫。

## 簡介
《我不是空笑夢》作曲人含書透露，小鬼生前一直很想寫首給小鬼爸爸的歌，希望透過歌曲訴說對小鬼爸爸的愛，但是因為他沒寫過台語歌詞，就由隨性樂團的主唱代筆，透過小鬼口述和爸爸的關係、想對爸爸說的話，一起完成了《我不是空笑夢》這首歌。

## 外部連結
- YouTube上的我不是空笑夢